# Болтрушевич, Эдуард Эдуардович
Эдуард Эдуардович Болтрушевич (бел. Эдуард Эдуардавіч Балтрушэвіч; 18 апреля 1971, Витебск, Белорусская ССР) белорусский футболист, защитник.

## Карьера
Профессиональную карьеру начал в 1992 году в «Локомотив-96». За 4 года в клубе Болтрушевич принял участие в 105 матчах и забить 5 голов. С 1996 по 1999 года выступал за «Днепр-Трансмаш», в составе которого в 1998 году стал чемпионом Беларуси. 1999 год провёл за польский «Висла» (Плоцк). Следующий год играл за бобруйскую «Белшину», с которой стал обладателем национального кубка. В 2001 году переехал в Россию и играл за смоленский «Кристалл» и воронежский «Факел». Также выступал за «Неман» (Гродно), «Торпедо-Кадино» и шкловский «Спартак», в котором в 2009 году завершил карьеру футболиста.

## Карьера за сборную
Дебют за национальную сборную Беларуси состоялся 20 августа 1996 года в товарищеском матче против сборной ОАЭ (1:0). Всего за сборную провёл 3 матча.

## Личная жизнь
Его сын Илья Болтрушевич также футболист, выступает на позиции защитника.

## Достижения
- Чемпион Беларуси: 1998
- Обладатель Кубка Беларуси: 2001